# Фишер, Джеймс
А́льберт Джеймс Фи́шер (англ. Albert James Fisher; 23 декабря 1876 — 8 февраля 1921) — шотландский футболист, нападающий.

## Биография
Родился в Стерлинге. Выступал за шотландские клубы «Вейл оф Форт», «Ист Стерлингшир» и «Сент-Бернардс». В мае 1897 года перешёл в английский клуб «Астон Вилла». Провёл в клубе один сезон, забив 5 голов в 17 матчах чемпионата.
В августе 1898 года перешёл в шотландский «Селтик». Дебютировал за клуб 3 сентября 1898 года в матче против «Сент-Миррен». Не смог закрепиться в основе «Селтика», сыграв за две сезона только в 10 матчах, в которых забил 3 мяча. Также в этот период дважды отправлялся в аренду, в «Престон Норт Энд» и в «Ист Стерлингшир». В 1900 году перешёл в клуб «Кингс Парк».
В октябре 1900 года перешёл в английский клуб «Ньютон Хит» (в будущем известный под названием «Манчестер Юнайтед»). Дебютировал в его составе 20 октября 1900 года в матче против «Уолсолла» на стадионе «Бэнк Стрит». Провёл в клубе два сезона, сыграв в общей сложности 46 матчей и забив 3 мяча.
Во время войны служил в корпусе королевских инженеров.